# Clastobryopsis planula
Clastobryopsis planula är en bladmossart som beskrevs av Fleischer 1923. Clastobryopsis planula ingår i släktet Clastobryopsis och familjen Sematophyllaceae. Inga underarter finns listade i Catalogue of Life.